# Harro Adt
Harro Adt (* 20. Mai 1942 in München) ist ein ehemaliger deutscher Botschafter.

## Leben
Harro Adt, Sohn von Anne Adt, geborene Stieber, und des promovierten Gesandten Guido Adt, studierte Rechtswissenschaft in Tübingen, München und Freiburg; sein erstes Staatsexamen absolvierte er 1969. 1972 absolvierte er das zweite Staatsexamen und trat danach im selben Jahr in den auswärtigen Dienst bei Auswärtigen Amt ein.
Harro Adt war in Kabul, Kalkutta, Genf, Paris und Brüssel akkreditiert. Zudem war er in Bonn tätig. 2003 war er als Ministerialdirigent der Monsieur Afrique der Regierung von Gerhard Schröder. Er wurde später zum Botschafter in Südafrika ernannt und danach Afrikabeauftragter der Bundesregierung. In Zentralafrika war er ab Januar 1984 als Botschafter der Bundesrepublik Deutschland in Bangui.
Nach seiner Arbeit als Botschafter in Mali reiste er am 22. Juli 2003 zusammen mit dem damaligen Staatssekretär Jürgen Chrobog erneut in die malische Hauptstadt Bamako, um zusammen mit der malischen Regierung eine Lösung für die Sahara-Geiselnahme zu finden.
Harro Adt heiratete 1969 Dietlind Bossel und hat zwei Kinder, darunter die Managerin Katrin Adt.